# Пюттер, Лусия
Лусия Пюттер (норв. Lucia Pytter, 10 апреля 1762 — 9 октября 1825) — норвежская филантропка. Она получила известность в связи со своей благотворительной деятельностью в Бергене (Норвегия), и является одним из пионеров социальной работы.

## Биография
Лусия Мюллер родилась в Браксиеле, в окрестностях немецкого города Бремен. Она была дочерью немецкого купца Иоганна Мюллера. В 1778 году Лусия Мюллер вышла замуж за Мартина Гёрбица (1738—1796), предпринимателя, который вёл прибыльную торговлю промышленными товарами и модной одеждой. Он основал свою резиденцию в Бергене. У супругов было десять детей, в том числе сын Йохан Гёрбиц, который стал выдающимся художником. После смерти своего первого супруга Лусия вышла замуж за Франца Антона Пюттера (1769—1857) в 1801 году. Оба её супруга были торговцами немецкого происхождения, которые обосновались в Бергене.
По своей собственной инициативе и частично за счёт собственных средств и усилий Лусия Пюттер заботилась о том, чтобы обеспечивать продовольствием, уходом и медицинской помощью многих бедных и нуждающихся жителей города. Каждую среду она устраивала бесплатную столовую для 30 бедных семей и организовывала сбор продуктов для бедных. В 1799 году Пюттер основала профессиональную народную ремесленную школу, а также приют для больных проказой женщин. Она принимала участие в обсуждении социальных вопросов, поднимавшихся в местных печатных изданиях, а также опубликовала свою работу о социальном уходе. В сотрудничестве со своим другом Хансом Нильсеном Хауге, проповедником своего собственного христианского движения, Лусия Пюттер также работала над созданием средней школы, в которой христианство было бы приоритетным направлением. Ей также приписывается авторство анонимно опубликованного сборника стихов «Svarte-Digen» от 1794 года.
Лусия Пюттер умерла после продолжительной болезни и была похоронена в церкви Святой Марии в Бергене.